# Hyūga (couraçado)
O Hyūga (日向) foi um couraçado operado pela Marinha Imperial Japonesa e a segunda e última embarcação da Classe Ise, depois do Ise. Nomeado em homenagem à histórica Província de Hyūga, sua construção começou em maio de 1915 nos estaleiros da Mitsubishi Heavy Industries em Nagasaki e foi lançado ao mar em janeiro de 1917, sendo comissionado na frota japonesa no final de abril do ano seguinte. A embarcação entrou em serviço nos últimos meses da Primeira Guerra Mundial, consequentemente ele e seu irmão não desempenharam nenhum papel no conflito.
No pós-guerra, o navio apoiou forças japonesas na Intervenção na Sibéria em 1920 e depois ajudou a socorrer os sobreviventes do Grande Sismo de Kantō em 1923. O Hyūga passou o restante da década realizando patrulhas perto da costa da China. Depois disso o couraçado passou por uma série de reformas e modernizações, primeiro de 1927 a 1928 e depois entre 1934 e 1936, em que seus maquinários internos foram substituídos, seus armamentos aprimorados e incrementados, sua superestrutura reconstruída, sua blindagem reforçada, entre outras modificações.
O Hyūga pouco fez durante a Segunda Guerra Sino-Japonesa e também no início da Segunda Guerra Mundial. Entretanto, depois da perda de quatro porta-aviões na Batalha de Midway em 1942, a embarcação foi reconstruída com um convés de voo no lugar de suas duas torres de artilharia de ré. Mesmo assim, nunca chegou a operar aeronaves em combate pela escassez de aviões e pilotos. Participou da Batalha do Cabo Engaño em 1944 e da Operação Norte em 1945, sendo afundado por ataques aéreos norte-americanos em 27 de julho de 1945 e posteriormente desmontado.

## Características

### Originais
O Hyūga tinha 208,18 metros de comprimento de fora a fora, uma boca de 28,65 metros e um calado de 8,93 metros. Tinha um deslocamento padrão de 30 460 toneladas e um deslocamento carregado de 37,1 mil toneladas. Seu sistema de propulsão era composto por dois conjuntos de turbinas a vapor, cada um girando duas hélices, alimentados por 24 caldeiras de tubos d'água Kampon que queimavam uma mistura de carvão e óleo combustível. Tinha uma potência indicada de 46,2 mil cavalos-vapor (34 mil quilowatts) para uma velocidade máxima de 23 nós (43 quilômetros por hora), porém o Hyūga alcançou 24 nós (44 quilômetros por hora) a partir de 64 105 cavalos-vapor (47 136 quilowatts) durante seus testes marítimos. Tinha uma autonomia de 9 680 milhas náuticas (17 930 quilômetros) a uma velocidade de catorze nós (26 quilômetros por hora). Sua tripulação era composta 1 360 oficiais e marinheiros.
O armamento principal era composto por doze canhões Tipo 41 calibre 45 de 356 milímetros montados em seis torres de artilharia duplas, duas sobrepostas à vante da superestrutura, duas sobrepostas à meia-nau e duas sobrepostas à ré da superestrutura. O armamento secundário tinha vinte canhões Tipo 3º Ano calibre 50 de 140 milímetros, dezoito dos quais montados em casamatas no castelo de proa e superestrutura e os dois restantes no convés superior protegidos por um escudo. A bateria antiaérea era de quatro canhões Tipo 3º Ano de 76 milímetros em montagens únicas. O navio também foi equipado com seis tubos de torpedo submersos de 533 milímetros, três em cada lateral.
O cinturão principal de blindagem tinha uma espessura máxima de 299 milímetros, abaixo ficando uma camada de proteção de cem milímetros. O convés blindado superior tinha duas camadas de 55 milímetros, enquanto o inferior tinha duas camadas com espessura total de trinta milímetros. A cidadela blindada era fechada por anteparas transversais de 199 a 224 milímetros. As torres de artilharia eram protegidas por frentes de 254 milímetros e tetos de 76 milímetros, ficando em cima de barbetas de 299 milímetros. As casamatas tinha uma blindagem de 149 milímetros.

### Modificações

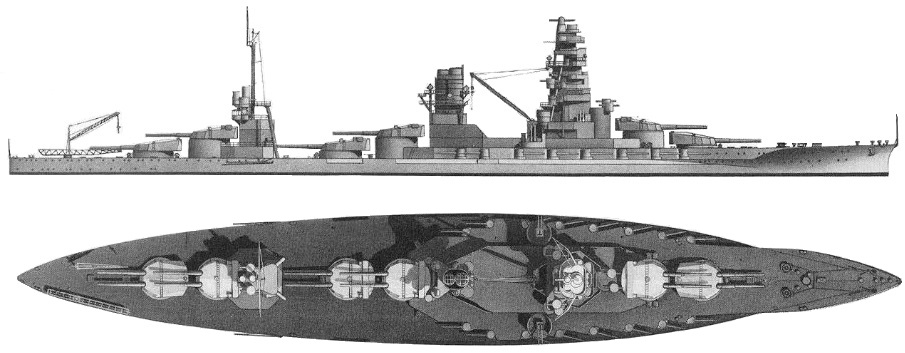
Configuração da Classe Ise depois de suas modernizações na década de 1930

O Hyūga passou por modernizações na década de 1930 que ampliaram sua superestrutura de vante com várias plataformas adicionadas ao mastro de tripé, criando um mastro pagode. Foi equipado com protuberâncias antitorpedo para melhorar a proteção subaquática e compensar o peso das modificações. Estas alterações aumentaram seu comprimento de fora a fora para 215,8 metros, a boca para 31,75 metros e o calado para 9,45 metros. O deslocamento carregado passou a ser de 42 675 toneladas. As caldeiras originais foram removidas em favor de oito novos modelos Kampon a óleo combustível, enquanto as turbinas foram substituídas por quatro novos modelos com uma potência indicada de 81,6 mil cavalos-vapor (sessenta mil quilowatts) para uma velocidade máxima de 24,5 nós (45,4 quilômetros por hora). O armazenamento de combustível foi aumentado e permitiu uma autonomia de 7 870 milhas náuticas (14 580 quilômetros) a dezesseis nós (trinta quilômetros por hora). A tripulação passou a ser de 1 376 oficiais e marinheiros.
A bateria antiaérea original foi removida entre 1931 e 1933 por oito canhões de duplo-propósito Tipo 89 de 127 milímetros em quatro montagens duplas, localizadas ao lado da superestrutura de vante. Quatro canhões licenciados Vickers de 40 milímetros em duas montagens duplas também foram instalados, enquanto os canhões de 140 milímetros do convés superior foram removidos. Os tubos de torpedo também foram removidos na reformas de 1934 a 1936, enquanto as armas de 40 milímetros foram substituídas por vinte canhões licenciados Hotchkiss Tipo 96 de 25 milímetros em dez montagens duplas. Esta era a bateria antiaérea leve padrão japonesa durante a Segunda Guerra Mundial, porém ela sofria de sérios problemas de projeto que a deixavam praticamente ineficiente. Segundo o historiador Mark Stille, a arma tinha muitas falhas: "carecia de velocidade de giro e elevação suficiente; as miras eram incapazes de lidar com alvos em alta velocidade; o canhão apresentava vibração excessiva; o carregador era muito pequeno e, por fim, a arma produzia um choque excessivo ao disparar". Os dois canhões de 140 milímetros mais de vante no castelo de proa foram removidos nessa mesma reconstrução.

## História

### Início de carreira

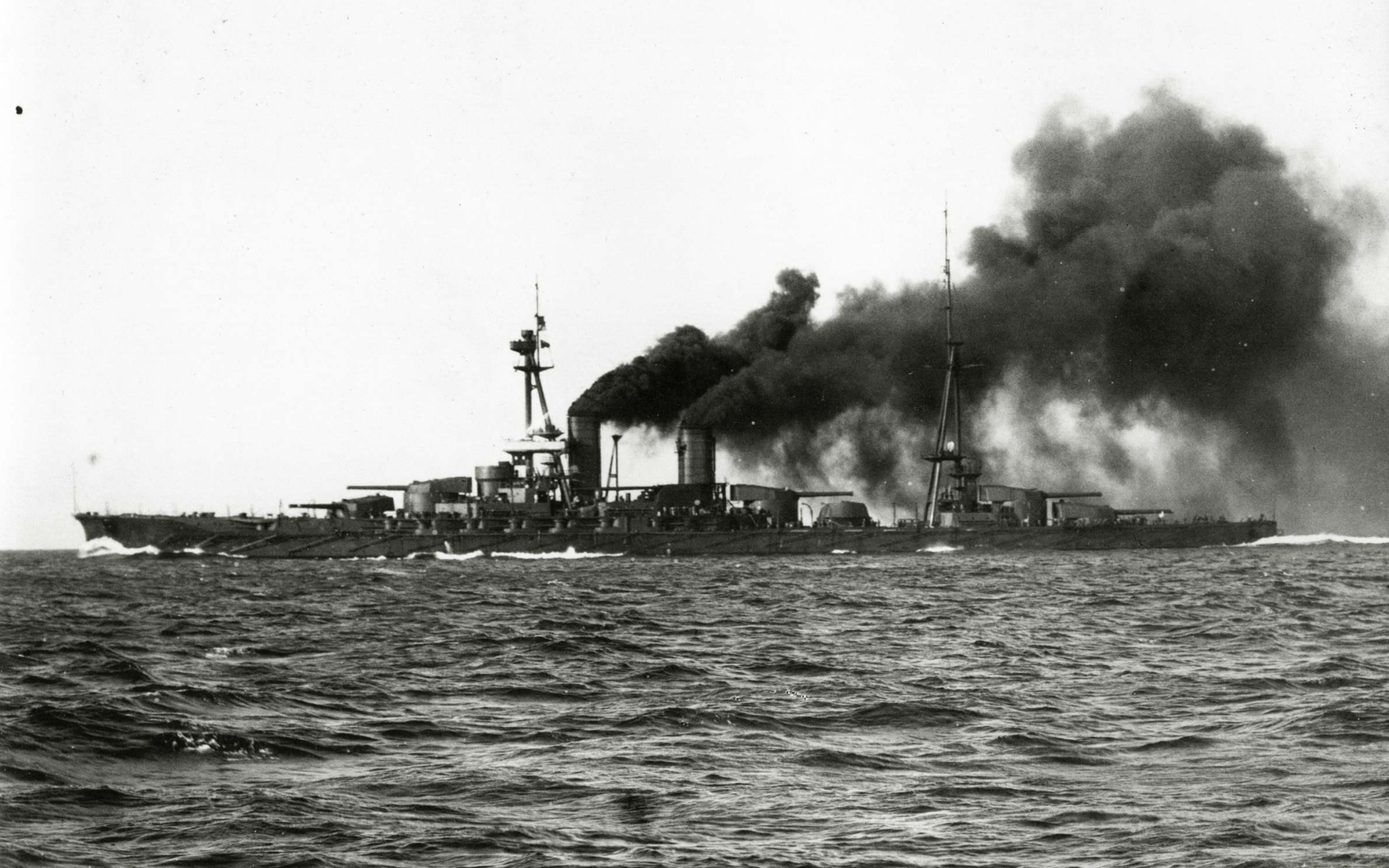
O Hyūga em seus testes marítimos

O batimento de quilha do Hyūga ocorreu em 6 de maio de 1915 nos estaleiros da Mitsubishi Heavy Industries em Nagasaki e foi lançado ao mar em 27 de janeiro de 1917, sendo nomeado em homenagem à histórica Província de Hyūga. O capitão Shigeushi Nakagawa assumiu o comando do navio em 30 de abril de 1918, mesmo dia que foi finalizado e comissionado na frota japonesa, muito tarde para poder participar da Primeira Guerra Mundial. Foi designado para integrar a 1ª Divisão de Couraçados da 1ª Frota. Nakegawa foi substituído no comando pelo capitão Kinzaburo Mimura em 10 de novembro. Uma explosão ocorreu na terceira torre de artilharia em 24 de outubro de 1919 durante exercícios, com onze tripulantes morrendo e outros 25 ficando feridos. Mimura foi substituído em 20 de novembro pelo capitão Genjiro Katsuki. O Hyūga colidiu e afundou a escuna Hiromiya Maru em 21 de julho de 1920, matando dois tripulantes deste. O couraçado iniciou em 29 de agosto sua primeira de muitas patrulhas pelo litoral russo em apoio à Intervenção Japonesa na Sibéria durante a Guerra Civil Russa contra o Exército Vermelho bolchevique. O capitão Hidesaburo Ishikawa assumiu o comando em 20 de novembro de 1920, sendo substituído pelo capitão Genji Ide em 20 de novembro do ano seguinte.
O navio prestou ajuda aos sobreviventes do Grande Sismo de Kantō em setembro de 1923. Fez patrulhas próximas do litoral da China entre as décadas de 1920 e 1930. Há poucas informações detalhadas disponíveis sobre suas atividades nesse período. Passou por uma grande reforma entre 1927 e 1928 em que sua superestrutura foi ampliada e instalações de aviação aprimoradas. Fez mais patrulhas no litoral chinês a partir de 27 de março de 1932 depois do Incidente de Xangai, tendo a companhia de seu irmão Ise e dos cruzadores de batalha Kongō e Kirishima. Realizou treinamentosem 14 de junho junto com um grupo de submarinos próximos de Mishima. Em determinado momento, o submarino I-4 emergiu inesperadamente na frente do Hyūga, que estava navegando em zigue-zague a doze nós (22 quilômetros por hora). O couraçado tomou ações evasivas no último minuto e conseguiu evitar uma colisão direta com o estacionário I-4, mas sofreu pequenos danos nas placas do seu casco quando sua proa raspou no submarino.
O Hyūga foi para uma doca seca do Arsenal Naval de Kure em 24 de outubro de 1934 para passar por uma enorme processo de modernização e reconstrução que durou quase dois anos até 7 de setembro de 1936. A Segunda Guerra Sino-Japonesa começou no ano seguinte e o couraçado transportou em 19 de agosto dois batalhões da 3ª Força de Desembarque Naval Especial de Sasebo até o porto japonês de Ryojun, na China. Iniciou em 15 de setembro patrulhas no litoral sul chinês que duraram até o início de 1941. O Hyūga atuou em 30 de junho de 1940 como capitânia do imperador Kangde de Manchukuo durante sua visita de estado ao Japão. O navio e o Ise foram transferidos em 15 de novembro para a 2ª Divisão de Couraçados da 1ª Frota. O capitão Noboru Ishizaki assumiu o comando da embarcação em 1º de setembro de 1941.

### Segunda Guerra Mundial

#### Primeiras ações

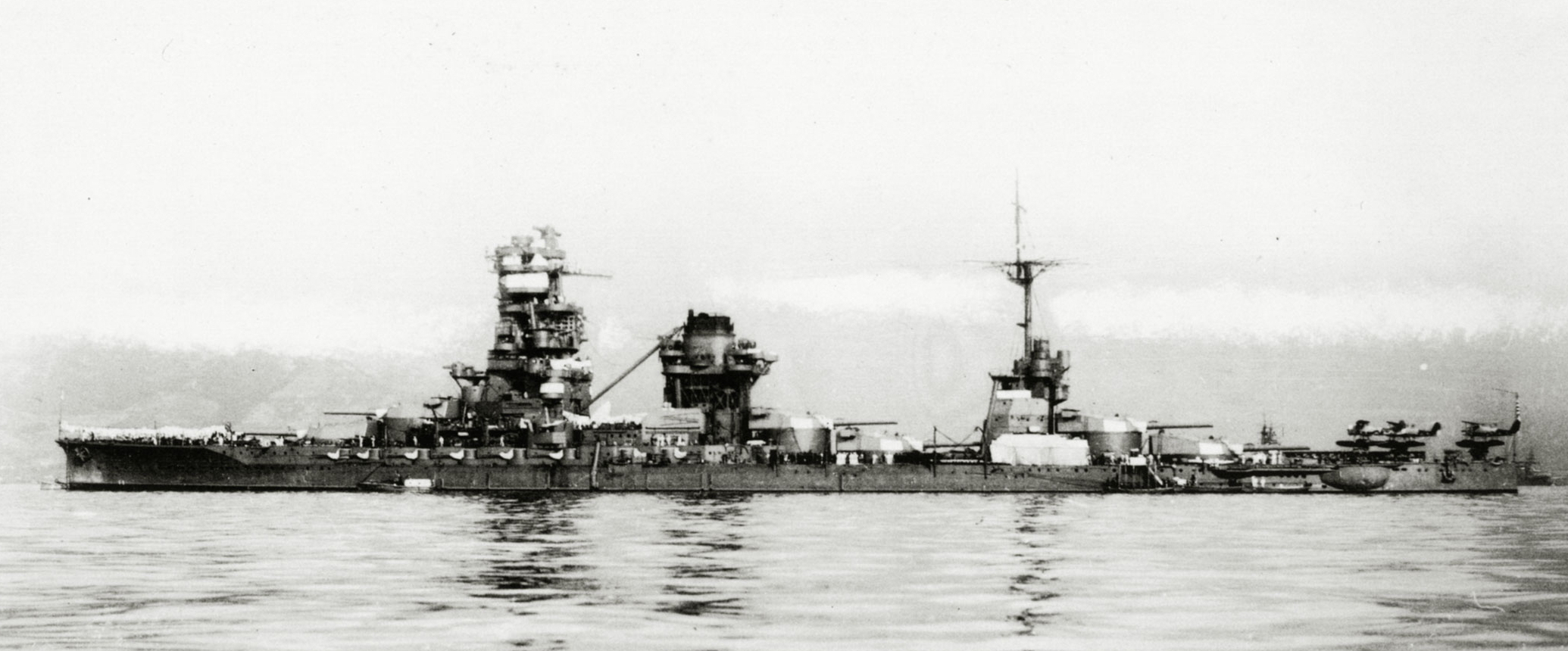
O Hyūga c. 1940–1941

O Japão entrou na Segunda Guerra Mundial em 8 de dezembro de 1941 e a 2ª Divisão, reforçada com os couraçados Nagato e Mutsu mais o porta-aviões rápido Hōshō, fizeram uma surtida até as Ilhas Ogasawara como suporte distante para a 1ª Frota Aérea durante o Ataque a Pearl Harbor, retornando seis dias depois. O capitão Chiaki Matsuda substituiu Ishizaki em 20 de fevereiro de 1942. A 2ª Divisão perseguiu sem sucesso os porta-aviões norte-americanos que tinham lançado o Ataque Doolittle em 18 de abril.
O Hyūga estava realizando exercícios de artilharia em 5 de maio de 1942 junto com o Nagato e Mutsu quando a culatra do canhão esquerdo da sua quinta torre de artilharia explodiu, matando 51 tripulantes. Os dois depósitos de munição de ré foram inundados para impedir uma explosão catastrófica e o navio foi para Kure passar por reparos. A torre foi removida porque foi considerado que estava além de qualquer conserto. Uma placa circular de blindagem foi soldada em cima da barbeta e três montagens triplas de canhões antiaéreos de 25 milímetros instaladas no local. Durante os reparos foi equipado com um dos primeiros modelos experimentais de um radar de varredura de superfície Tipo 22, mas foi removido pouco tempo depois.
A 2ª Divisão de Couraçados partiu em 28 de maio como o Grupo de Suporte Aleutiano ao mesmo tempo que a maior parte da Marinha Imperial Japonesa iniciou um ataque contra o Atol Midway. A divisão estava sob o comando do vice-almirante Shirō Takasu e era composta do Hyūga, Ise, os couraçados Fusō e Yamashiro, dois cruzadores rápidos, doze contratorpedeiros e dois navios-tanque. Os registros oficiais japoneses não mostram a força como parte da operação de ataque principal contra Midway; sua função era acompanhar a frota sob o comando do almirante Isoroku Yamamoto, prestando apoio para a força de invasão das Ilhas Aleutas apenas se fosse necessário.

#### Conversão
A Marinha Imperial perdeu quatro porta-aviões na Batalha de Midway e isto limitou seriamente sua capacidade de realizar operações, com alguma alternativa sendo buscada. Planos para converter totalmente couraçados em porta-aviões foram rejeitados pelos custos e principalmente tempo, assim foi decidido remover as duas torres de artilharia de ré dos navios da Classe Ise e substituí-las por um convés de voo equipado com duas catapultas. O capitão Sueo Obayashi assumiu o comando do Hyūga em 10 de dezembro, sendo dispensado da função em 1º de maio de 1943, mesmo dia que a conversão começou oficialmente, porém as obras só foram começar dois meses depois. A sexta torre de artilharia e as barbetas da quinta e sexta torres foram substituídas por um hangar com um convés de voo em cima. Este foi equipado com um grande sistema de trilhos que conectava cada catapulta, as posições de armazenamento no convés e o guindaste para transportar as aeronaves entre o hangar e o convés. O hangar podia levar nove aviões, com mais onze guardados no convés e um em cada catapulta, totalizando 22. A intenção era que o grupo aéreo fosse formado doze bombardeiros de mergulho Yokosuka D4Y Suisei modificados para lançamento de catapultas e doze hidroaviões de reconhecimento Aichi E16A Zuiun, dois ou três dos quais ficariam na reserva. Os D4Y tinham que pousar em porta-aviões convencionais ou em bases em terra, enquanto os E16A podiam amerrissar ao lado do navio e serem içados a bordo por guindastes.
Todos os canhões secundários de 140 milímetros foram removidos e a bateria antiaérea foi muito reforçada. Recebeu mais oito canhões Tipo 89 de 127 milímetros em quatro montagens duplas para suplementar os anteriormente instalados, enquanto as montagens duplas de 25 milímetros foram substituídos por dezenove montagens triplas, totalizando 57 canhões. Todas as mudanças aumentaram o comprimento de fora a fora para 219,62 metros, já a remoção das torres de artilharia e suas barbetas reduziu o deslocamento carregado para 40 444 toneladas, mesmo com a adição de mais espaços para armazenamento de combustível. isto aumentou a autonomia do Hyūga para 9,5 mil milhas náuticas (17,6 mil quilômetros). A redução de peso também diminuiu o calado para 9,03 metros. A tripulação passou a ser de 1 463 oficiais e marinheiros.
A reconstrução foi oficialmente finalizada em 18 de novembro e o capitão Tomekichi Nomura assumiu o comando em 5 de dezembro, enquanto a embarcação ainda estava sendo preparada para partir. O Hyūga foi usado como navio-escola durante a maior parte da primeira metade de 1944. A 2ª Divisão de Couraçados foi designada em 25 de fevereiro para o controle direto da Frota Combinada. O Hyūga e o Ise foram em seguida transferidos para a 3ª Frota e designados em 1º de maio para a recém-criada 4ª Divisão de Porta-Aviões. O 634º Grupo Aeronaval foi criado neste mesmo dia e designado para a 4ª Divisão de Porta-Aviões. A bateria antiaérea leve do couraçado foi reforçada em 24 de maio com a adição de mais 24 canhões de 25 milímetros em oito montagens triplas, aumentando o total destas armas para 104. Dois radares de varredura de superfície Tipo 22 improvisados foram instalados em 7 de junho. Dois radares de aviso prévio Tipo 13 e um detector de radar E27 também foram provavelmente instalados.
O Hyūga e o Ise realizaram seus primeiros testes de catapulta em 23 de junho, cada um com quatro D4Y e seis E16A abordo. Mais testes ocorreram em 21 de julho e 31 de agosto. O Hyūga se tornou dois dias depois a capitânia da 4ª Divisão, comandada pela recém promovido contra-almirante Matsuda. Seis lança-foguetes antiaéreos com trinta canos de 127 milímetros foram adicionados em setembro. Os treinamentos com os D4Y e E16A foram atrapalhados por problemas técnicos e aconteceram geralmente de bases terrestres. O 634º Grupo Aeronaval tinha em 1º de outubro dezessete D4Y, seis dos quais operantes, e dezoito E16A, dos quais dezesseis estavam operantes.

#### Cabo Engaño
Os Estados Unidos começaram a atacar instalações japonesas em Ogasawara em 10 de outubro, assim a 4ª Divisão de Porta-Aviões recebeu ordens de se preparar para o combate. O 634º Grupo Aeronaval foi transferido para a 2ª Frota Aérea dois dias depois e começou a voar de bases no sul de Kyūshū; dentre a aeronaves estavam nove D4Y e doze E16A que tinham sido designados para o Hyūga e Ise. Esses aviões atacaram os porta-aviões norte-americanos da Força Tarefa 38 em 14 de outubro próximos de Formosa, porém realizando pouco e sofrendo enormes perdas. Nomura foi promovido a contra-almirante no dia seguinte, mas permaneceu no comando do couraçado.
A 4ª Divisão de Porta-Aviões foi designada para o Corpo Principal da 1ª Frota Móvel, comandada pelo vice-almirante Jisaburō Ozawa. Seu papel era atuar como chamariz para atrair a atenção dos norte-americanos nas Filipinas para longe de outras duas forças que se aproximariam pelo sul e oeste. Elas deveriam convergir no Golfo de Leyte em 25 de outubro, com o Corpo Principal deixando o Japão cinco dias antes. Esta estava ao alcance dos porta-aviões da Força Tarefa 38 na manhã do dia 24, assim Ozawa ordenou um ataque aéreo pelos porta-aviões da 3ª Divisão a fim de chamar a atenção. O Hyūga e o Ise não tinham aeronaves a bordo. Os japoneses não conseguiram penetrar na defesa antiaérea inimiga, com os sobreviventes pousando em Luzon. Os norte-americanos estavam ocupados lidando com outras forças navais japonesas e se defendendo de ataques aéreos lançados de Luzon, assim só puderam procurar o Corpo Principal ao meio-dia. Ele foi encontrado, mas o almirante William Halsey, o comandante da Força Tarefa 38, achou que era muito tarde para um ataque e decidiu esperar até o dia seguinte. Eles mesmo assim posicionou seus navios em preparação para o ataque.
O Hyūga estava posicionado próximo dos porta-aviões rápidos Chitose e Chiyoda na manhã de 25 de outubro com o objetivo de protegê-los com suas armas antiaéreas. Seu radar detectou às 7h13min o primeiro de cinco ataques aéreos norte-americanos a uma distância de 125 milhas náuticas (232 quilômetros). O couraçado não foi o alvo principal, mas fragmentos de quase acertos de bombas danificaram sua protuberância antitorpedo e o deixou com um adernamento de cinco graus, que foi facilmente corrigido. O Chiyoda foi incendiado e seus motores incapacitados. Matsuda ordenou que o Hyūga e o cruzador rápido Isuzu rebocassem o porta-aviões, mas o couraçado não conseguiu e voltou para o Corpo Principal às 18h30min. O submarino USS Halibut tinha avistado a 4ª Divisão de Porta-Aviões às 17h42min e manobrou para atacar, mas errou seus seis torpedos às 18h43min. Ozawa ordenou às 19h00min que Matsuda levasse seus navios para o sul a fim de defender o Isuzu e seus contratorpedeiros enquanto tentavam resgatar os sobreviventes do Chiyoda dos disparos de quatro cruzadores inimigos. Ele não conseguiu encontrar os navios e recebeu ordens às 20h30min para seguir até Amami Ōshima e reabastecer. A divisão foi avistada por submarinos norte-americanos no caminho, mas mesmo assim conseguiu chegar em segurança no dia 27. Ozawa fiz do Hyūga sua capitânia no mesmo dia. O navio deixou a ilha no dia seguinte e foi atacado sem sucesso pelo submarino USS Sea Dog, chegando em Kure em 29 de outubro.

#### Fim de carreira

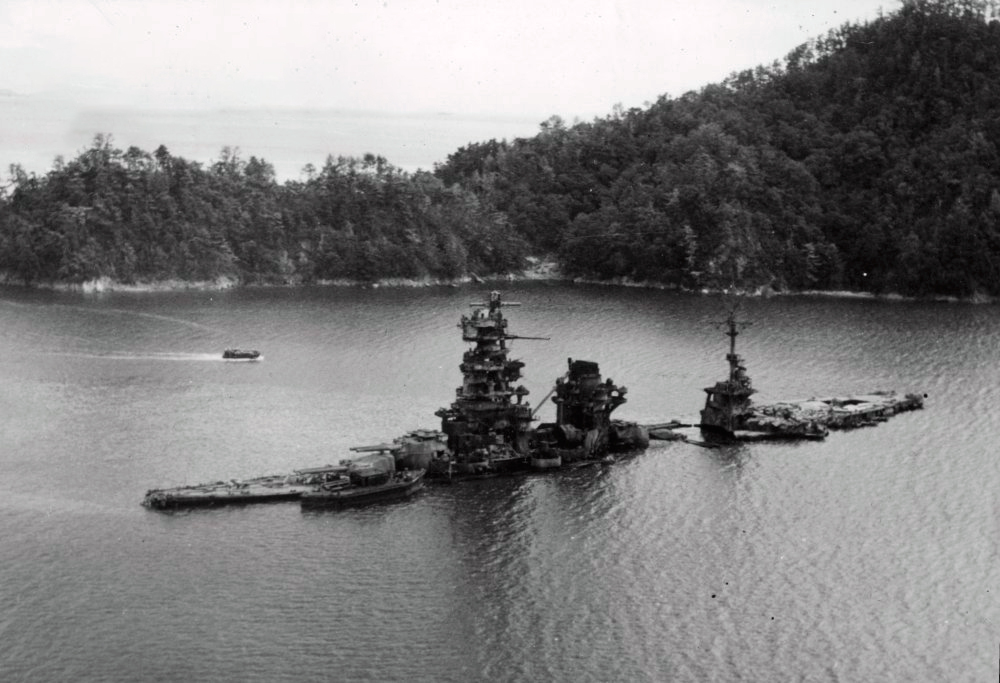
Os destroços naufragados do Hyūga próximos da ilha Nasake

As catapultas do convés de voo foram removidas entre 29 de outubro e 8 de novembro com o objetivo de melhorar os arcos de disparo da terceira e quarta torres de artilharia. O Hyūga e o Ise partiram em 11 de novembro levando tropas e munições para Manila, a capital das Filipinas, porém foram desviados para as Ilhas Spratly depois de notícias de grandes ataques aéreos contra a cidade. Chegaram no dia 14 e descarregados para que os materiais fossem enviados para as Filipinas por outros meios. A 4ª Divisão de Porta-Aviões foi transferida para a 2ª Frota no dia seguinte. Foi reforçada pela couraçado Haruna e três cruzadores, prosseguindo para Lingga em 20 de novembro. Chegaram dois dias depois e permaneceram no local até 12 de dezembro, quando partiram para a Baía de Cam Ranh na Indochina Francesa, onde ficaram de prontidão para atacarem um comboio de suprimentos norte-americano para Mindanao. O vice-almirante Kiyohide Shima, comandante da 5ª Frota, fez do Hyūga sua capitânia dois dias depois. O ataque foi cancelado no dia 30 e os navios foram para Singapura, onde chegaram em 1º de janeiro de 1945, seguindo então para Lingga. A 4ª Divisão de Porta-Aviões foi no mesmo dia transferida para a Frota do Sudeste do Pacífico e Shima deixou o Hyūga. A divisão foi para Singapura em 6 de fevereiro para participar da Operação Norte. Os dois couraçados e o cruzador rápido Ōyodo foram carregados com suprimentos estratégicos (petróleo, borracha, estanho, zinco e mercúrio) e 1 150 trabalhadores de petróleo para voltaram ao Japão.
Partiram de Singapura em 10 de fevereiro e foram avistados no dia seguinte pelo submarino britânico HMS Tantalus. Este foi forçado a submergir por uma patrulha aérea e não conseguiu atacar. Os submarinos norte-americanos USS Bergall e USS Blower fizeram ataques fracassados em 13 de fevereiro. O Ōyodo lançou um dos seus hidroaviões naquela tarde e este avistou o submarino USS Bashaw na superfície a 22 quilômetros. O Hyūga abriu fogo com seus canhões principais e forçou o Bashaw a submergir quando um dos seus projéteis caiu a 1,5 quilômetro do submarino. Os japoneses chegaram nas Ilhas Matsu no dia 15 e foram alvo de um ataque fracassado do submarino USS Rasher, chegando naquela noite em Zhoushan, próximo de Xangai. O comboio chegou em Kure em 20 de fevereiro, tendo no caminho escapado ou desviado de 23 submarinos inimigos.
A 4ª Divisão de Porta-Aviões foi desfeita em 1º de março e o Hyūga foi colocado na reserva primeira classe. O contra-almirante Kiyoshi Kusagawa substituiu Nomura no comando no mesmo dia. O navio ficou ancorado na Baía de Hiroshima sem combustível ou aeronaves até a Rendição do Japão. Mais de 240 aviões norte-americanos lançados de porta-aviões da Força Tarefa 58 atacaram Kure em 19 de março e o couraçado foi atingido por três bombas, matando 37 tripulantes e ferindo outros 52. Sua artilharia antiaérea reivindicou ter abatido um bombardeio de mergulho Curtiss SB2C Helldiver. Foi redesignado como um navio de reserva de quarta classe em 20 de abril, sendo rebocado para outra posição na baía e camuflado. O Hyūga foi atacado em 24 de julho e acertado por dez bombas que destruíram parte de sua popa e sua ponte de comando, iniciando vários incêndios. Mais de duzentos tripulantes foram mortos, incluindo Kusagawa, enquanto outros seiscentos foram feridos. Inundações progressivas fizeram o navio afundar em água rasa no decorrer dos dias seguintes e sua tripulação recebeu ordens de remover todas as armas facilmente acessíveis. Foi alvo de outro ataque em 29 de julho por bombardeiros Consolidated B-24 Liberator, mas não foi acertado, sendo abandonado três dias depois. Foi removido do registro naval em 20 de novembro. Seus destroços foram reflutuados e desmontados em Kure pela Harima entre 1946 e 1947.